# Яшин Петро Михайлович
Я́шин Петро́ Миха́йлович (*3 грудня 1913, село Шаркан — †28 березня 1992, місто Іжевськ) — удмуртський журналіст, редактор, заслужений працівник культури Удмуртської АРСР (1970).
Закінчив УДПІ в 1940 році. Учасник Другої світової війни. В післявоєнні роки працював завідувачем сектором літератури Удмуртського НДІ (1944—1945), інструктор відділу пропаганди та агітації Удмуртського обласного комітету КПРС (1945—1947), заступником редактора (1947—1948), редактором газети «Радянська Удмуртія» (1948—1961). З 1961 року — головний редактор Удмуртського книжкового видавництва, його директор в 1966—1976 роках.
Автор підручника-хрестоматії «Удмурт литература» («Удмуртська література») для 8 класу (7 видань, 1995). Займався перекладами з російської мови на удмуртську. Тричі вибирався депутатом Верховної Ради Удмуртської АРСР (1951, 1955, 1959), був заступником голови Президії Верховної Ради Удмуртської АРСР (1959—1963). Організатор та перший голова правління спілки журналістів Удмуртії (1959—1962). Нагороджений орденами Червоної Зірки та Вітчизняної війни II ступеня, 2 орденами Трудового Червоного Прапора, декількома медалями.